# Yutaka Gibbons

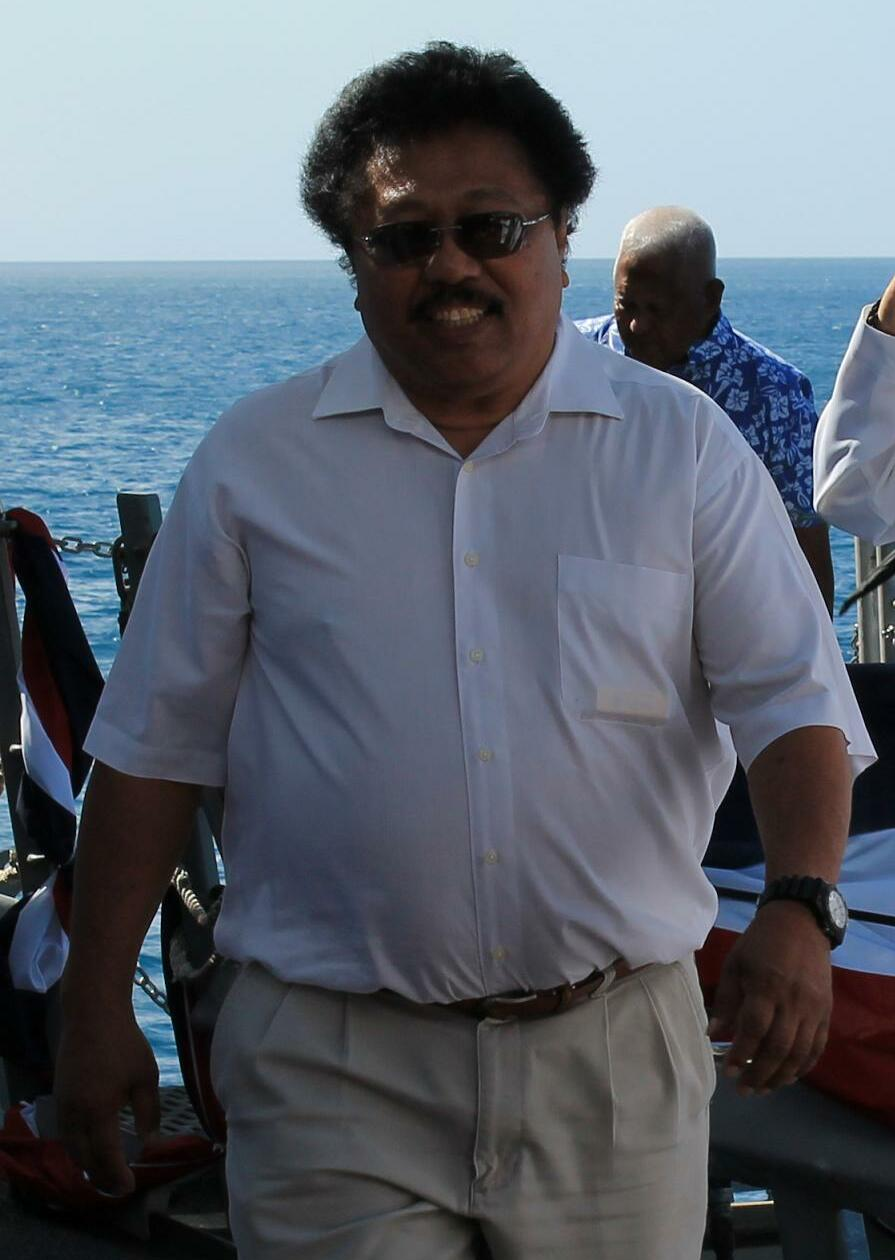
Yutaka Gibbons (2013)

Yutaka Miller Gibbons (* 1944; † 4. November 2021 in Taiwan) war ein Häuptling von Koror in der Inselrepublik Palau.
Er führte über viele Jahre den Kampf der Bewohner für ein Verbot der Lagerung von Nuklearwaffen durch die USA auf ihrem Territorium. 1983 erhielten er und das Volk von Palau den Right Livelihood Award (Alternativer Nobelpreis).

## Leben
Yutaka Miller Gibbons war mütterlicherseits ein Nachkomme des aus der Karibik stammenden Kaufmanns James Gibbons, der von der deutschen Kolonialmacht zum Verwaltungsoberhaupt der Hauptstadt Koror gemacht worden war. Sein Großvater väterlicherseits war ein eingewanderter Chinese.
Yutaka leistete seinen Wehrdienst bei der US Army, da Palau zu dieser Zeit unter dem Protektorat der USA stand.
1972 wurde er zum Oberhaupt (Ibedul) des Teilgebietes Eoueldaob (Koror) bestimmt, nachdem sein Onkel mütterlicherseits gestorben war.
1979 stimmten die Bürger von Palau für eine Verfassung, die erstmals in der Welt die Nutzung und Lagerung von atomaren, chemischen und biologischen Waffen verbot.
In den Jahren danach verteidigte er mit der Bevölkerung diesen Passus gegen den politischen Druck der USA. 1983 wurden sie dafür mit dem Right Livelihood Award ausgezeichnet. 1984 entstand der Dokumentarfilm Strategic Trust: The Making of a Nuclear Free Palau.
1994 schloss die Republik Palau ein Assoziierungsabkommen mit den USA, in dem ein Verbot der Lagerung von Atomwaffen nicht mehr enthalten war.
1996 verlor er die Präsidentschaftswahlen gegen den Amtsinhaber Kuniwo Nakamura mit 36 % der Stimmen.